# Antonio Prade
Antonio Prade (Belluno, 30 luglio 1959) è un politico e avvocato italiano, sindaco di Belluno dal 2007 al 2012.

## Biografia
Laureato in giurisprudenza, esercita la professione di avvocato civilista e penalista presso il proprio studio legale a Belluno.
Nel 2007 presenta la propria candidatura per Forza Italia a sindaco di Belluno sostenuto da una coalizione di centro-destra, vincendo al primo turno delle amministrative con il 53,66% delle preferenze. Con la sospensione delle attività Forza Italia, nel 2009 si iscrive al neonato Popolo della Libertà.
Nel 2012 si ricandida per un secondo mandato di sindaco ma alle elezioni si piazza al terzo posto con il 23,36%, dietro ai candidati Jacopo Massaro (risultato poi eletto) e Claudia Bettiol del centro-sinistra.